# روز لوك
روز لوك (بالإنجليزية: Rose Lok)‏ (من مواليد 1912- تُوفيت عام 1978) وهي أول طيارة صينية أمريكية فينيو إنجلاند.

## حياتها المُبكرة
ولدت روز لوك في عام 1912 في الصين وهاجرت إلى الولايات المتحدة مع عائلتها عندما كانت طفلة. نشأت في شارع تايلر في بوسطن، بالقرب من دينيسون هاوس، حيث كانت أميليا إيرهارت عاملة اجتماعية في العشرينات من القرن العشرين.
قد تكون أميليا إيرهارت هي من ألهمت لوك بالعمل في مجال الطيران.

## عملها
تم تشكيل الفيلق الوطني الصيني في أوائل ثلاثينيات القرن الماضي لمساعدة الصين في دفاعها ضد العدوان الياباني. تم تدريب جميع الطيارين في مطار بوسطن الشرقي (مطار لوجان الدولي) من قبل فرانسيس ب. كيندال؟ رعى التجار الصينيون الأمريكيون المحليون المجموعة واشتروا لهم طائرة، "Curtiss Fledgling" ، مزينة بالعلم الصيني واسم المنظمة باللغتين الإنجليزية والصينية. انضمت لوك إليهم في عام 1932. حصلت على رخصة الطيران من وزارة التجارة الأمريكية في نفس العام.
أصبحت لوك شخصية شهيرة محلية. وعلى الرغم من ذلك، وجه إليها بعض الإنتقادات من بعض الصحفيين حيث أشارت مراسلة في بوسطن غلوب عن أول رحلة منفردة لها في مايو عام 1932على أنها «خادمة صينية فاشلة». وفي عام 1933، ورد اسمها في مجلة (99 وهي مجموعة دولية عن الطيارين) إلى جانب هازل ينج لي وكاثرين سوي تشيونغ.
كانت لوك واحدة من حفنة من النساء الأمريكيات الصينيات اللواتي حصلن على تراخيص طيارهن خلال ثلاثينيات القرن العشرين إلى جانب هازيل ينج لي وليا هينغ وهيلدا ين ولي دا تشينج. كانت أول طيارة صينية أمريكية في نيو إنغلاند. تم إحياء ذكرى وفاتها من قبل مجلة 99 في بوسطن.

## حياتها الشخصية
تزوجت روز لوك من إدوارد إنج جونج في بوسطن عام 1935.
توفيت في 22 مايو 1978.

## وصلات خارجية
- "Rose Lok". Harvard University. مؤرشف من الأصل في 2016-12-20.
- "Chinese Flying Club exhibition by Rose Lok, the only Chinese woman pilot in the country". The Fitchburg Sentinel. 3 يونيو 1933. مؤرشف من الأصل في 2016-12-20.
- "Chinese Girl Learns to Fly". The Decatur Daily Review. 15 سبتمبر 1932. مؤرشف من الأصل في 2016-12-20.
- "Chinese Girl Learns to Fly; She Wants to Aid Her Nation". The Daily Mail from Hagerstown, Maryland. 25 أغسطس 1932. مؤرشف من الأصل في 2016-12-20.